# 4COLORS
株式会社4COLORS（フォーカラーズ）は、パワーポイントを使って撮影・録音不要で動画コンテンツを作成出来るシステムの開発・ライセンス販売・技術サポートを提供している。
4COLORSの従業員と製品力により、誰でも簡単に伝える力を高めることができるコミュニケーションの道具を提供することを経営ビジョンとしている。

## 会社沿革
- 2006年10月 株式会社4COLORS設立。
- 2006年10月 動画制作を開始。
- 2009年11月 PIP-Makerを開発。最初のバージョン （Flash版）をリリース。
- 2017年8月 スペイン語をエクセルに入れて作るロールプレイング動画サービスを運用開始
- 2018年5月 PIP-Maker（HTML版）をリリース。
- 2020年3月 事業拡大のため横浜オフィスをTSプラザビルディングに移転。

## 近況
- 2013年3月 NBS（New Business Salon）アワード受賞式において大賞を受賞[1]
- 2013年8月 撮影と録音不要で動画を簡単に生成するクラウドサービスにおいて日本国内特許を取得。日本国内 特許番号（特許第5146974号）[2]
- 2013年9月 平成25年度 第1回「横浜知財みらい企業」に認定[3]
- 2018年3月 「動画作成システム、動画作成方法、動画作成プログラム」において日本国内特許を取得。日本国内 特許番号（特許第6308602号、特許第6328865号）
- 2018年9月 「ISO/IEC 27001:2013」および「JIS Q 27001:2014」の認証取得[4]
- 2018年10月 「番組画像作成方法およびその装置」においての米国特許取得。（登録番号：10110847）
- 2019年2月 中小企業庁の委託事業として中小企業基盤整備機構が提供する受講無料の教育サービスに参画[5]
- 2019年12月 金融専門紙「ニッキン」にて掲載[6]

## 特許について概要
説明画像（ドキュメントファイル）に入力した情報からアバターや音声情報を生成し、動画を簡単に作成する番組画像作成システム

### 主要な技術構成
- アバター/モデル
- 説明画像（ドキュメントファイル・動画・写真）
- 音声入力情報（合成・録音）
- 再生/停止など操作ボタンなどのインタラクティブ

## 対応言語
4COLORSのサービスは、以下の39言語に対応している。
| 日本語             | アメリカ英語   | イギリス英語         | 中国語         | 中国語（台湾） |
| スペイン語         | ポルトガル語   | 韓国語               | インドネシア語 | タイ語         |
| タミル語（インド） | トルコ語       | ヒンディ語（インド） | ベトナム語     | マレー語       |
| ロシア語           | スペイン語     | ポルトガル語         | アイスランド語 | イタリア語     |
| ウェールズ語       | ウクライナ語   | オランダ語           | カタロニア語   | ギリシャ語     |
| クロアチア語       | スウェーデン語 | スロバキア語         | スロベニア語   | チェコ語       |
| デンマーク語       | ドイツ語       | ノルウェー語         | ハンガリー語   | フィンランド語 |
| フランス語         | ブルガリア語   | ポーランド語         | ルーマニア語   |                |